# اچ‌ام‌اس لیدیارد (۱۹۱۴)
اچ‌ام‌اس لیدیارد (۱۹۱۴) (به انگلیسی: HMS Lydiard (1914)) یک کشتی بود که طول آن ۲۶۹ فوت (۸۲ متر) بود. این کشتی در سال ۱۹۱۴ ساخته شد.